# Bürkli (Möhlin)

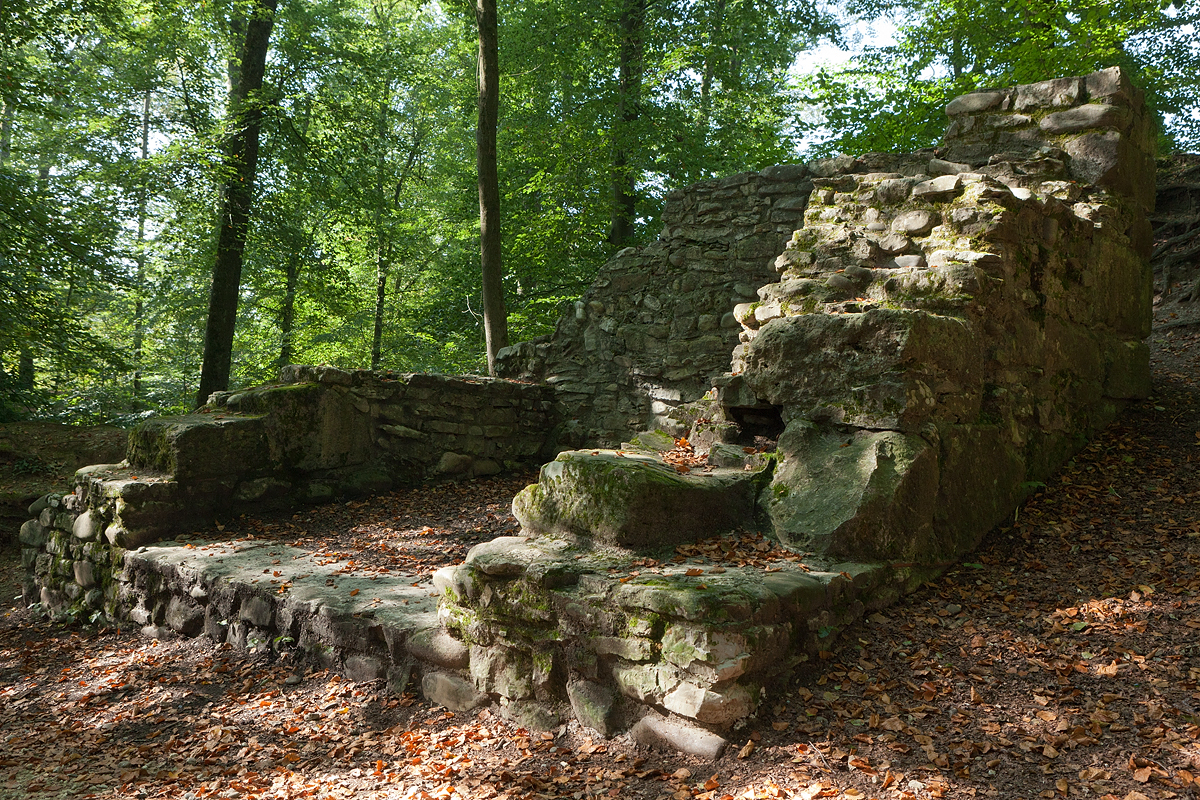
Ruine des Eingangstors

Das Bürkli ist ein Waldgebiet direkt am Rhein in der Gemeinde Möhlin im Kanton Aargau mit historischer Bedeutung. Im 4. Jahrhundert n. Chr. stand auf dem Bürkli vermutlich ein spätrömischer Wachturm und am selben Ort wurde im Frühmittelalter eine grosse Wehranlage errichtet. Die weitläufige Anlage gilt als eine der ältesten Adelsburgen in der Schweiz.
Heute ist das Bürkli eine auf einem kleinen Hügel gelegene Lichtung im Wald. Beim Aufgang stehen die Überreste des ehemaligen Eingangstores. Auf der Lichtung, dem früheren Wirtschaftshof, sind heute zwei Feuerstellen mit Aussicht auf den Rhein und das deutsche Ufer. Eine Infotafel beschreibt die Geschichte und den Aufbau der Anlage.
Der Name «Bürkli» ist ein neuzeitlicher Begriff. Historisch überliefert sind die Bezeichnungen «Anlage Ryburg», «Riburg», «Reuburg» oder «Rheinburg».

## Lage
Das Bürkli liegt direkt neben der Mündung, in welcher der Möhlinbach in den Rhein fliesst. Auf der westlichen Seite befindet sich das Naturschutzgebiet Bachtalen mit diversen Weihern und Tümpeln. Östlich davon sind die Standorte des Wasserfahrvereins Ryburg-Möhlin und des Wassersportclubs Möhlin. Etwas weiter aufwärts am Möhlinbach gelegen sind das Schwimmbad Bachtalen, der Campingplatz und die Kläranlage von Möhlin. 

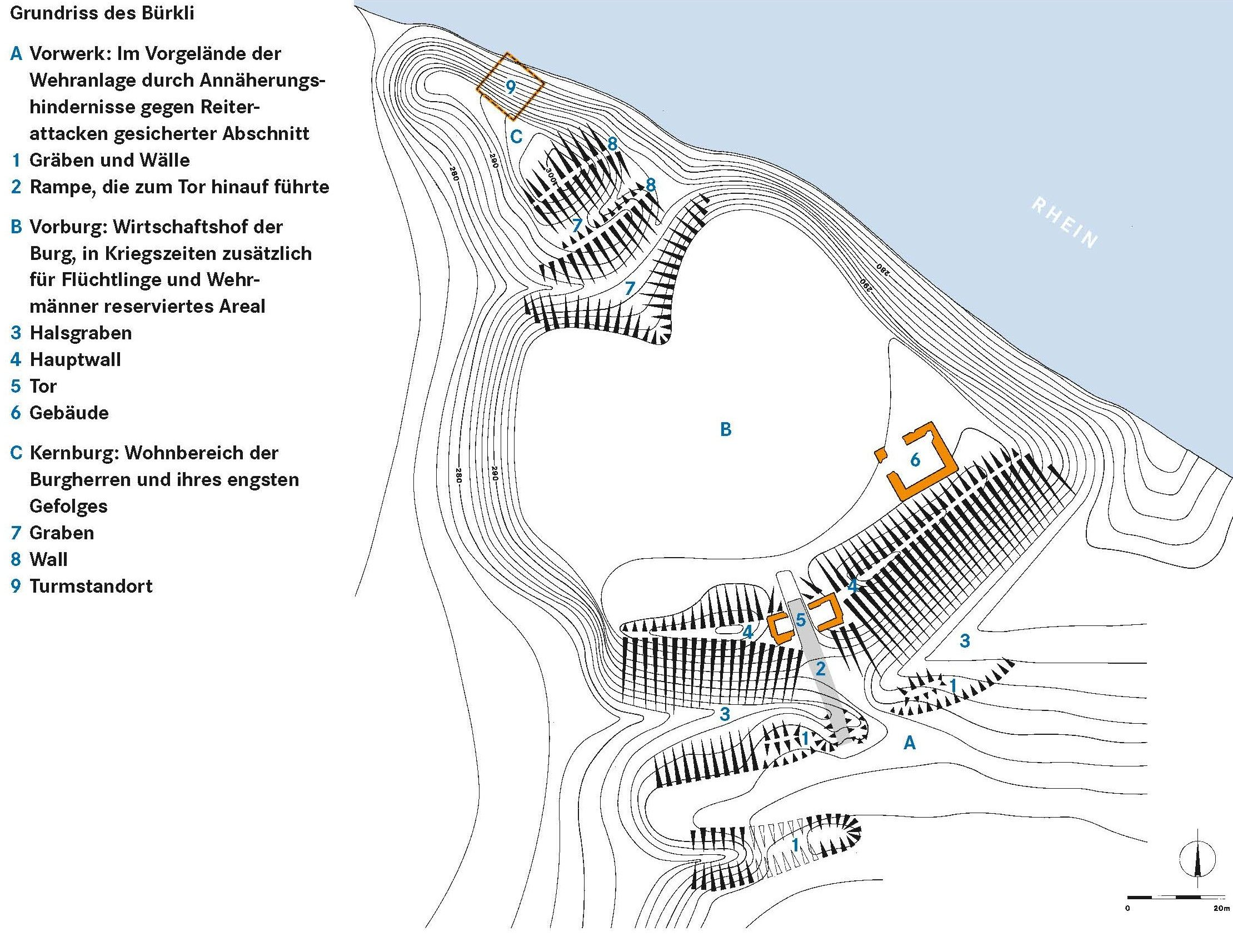
Aufbau der Anlage

## Befestigung
Das Bürkli war durch Gräben und Erdwälle in zwei Abschnitte geteilt. Die Südseite der Anlage wurde durch einen mächtigen Erdwall mit gemauertem Torgebäude und durch einen tief eingeschnittenen Halsgraben geschützt. Zum Torgebäude führte eine steile Rampe. Das Torgebäude selbst bestand aus zwei seitlichen Räumen und dem Eingangstor, wovon heute noch Mauerreste vorhanden sind.
Der nördliche Teil der Anlage war durch zusätzliche Gräben und Erdwälle gesichert, um berittenen Angreifern die Durchquerung zu erschweren. Dieser Teil war Standort der ehemaligen Kernburg. Diese ist jedoch vor langer Zeit durch Erosion und Unterspülung durch den Rhein abgestürzt.

## Geschichte

### Historischer Überblick

Befestigung

Um 400 n. Chr. stand auf dem Bürkli vermutlich ein römischer Wachturm. Dieser wurde während der Regierungszeit von Kaiser Valentinian I. von 364–375 n. Chr. als einer der vielen Wachtürme des damaligen militärischen Grenzüberwachungssystems gebaut. Dieses reichte (auf dem Gebiet der Schweiz) von Basel  bis zum Bodensee. Dabei bildete der Rhein die Grenze zwischen dem Imperium Romanum und dem Gebiet der Germanischen Stämme (Alamannen, Juthungen, Franken).
Im frühen Mittelalter um 900 n. Chr. wurde auf dem Bürkli eine grosse Wehranlage errichtet. Dies war zur Zeit der Ungarneinfälle (Magyaren). Zu dieser Zeit boten die Wehranlagen am Rhein Schutz vor den kriegerischen Reiterhorden und dienten der Bevölkerung als Fluchtburgen.
Ausserdem weist der Aufbau der Anlage mit Kern- und Vorburg auf einen früheren Adelssitz hin. Zu dieser Zeit (10. Jahrhundert n. Chr.) kommt am ehesten eine Grafenfamilie als Bewohner in Betracht.

### Forschungsgeschichte
Das erste Fundstück auf dem Bürkli war eine Lanzenspitze, welche 1866 der antiquarischen Sammlung des Kantons Aargau übergeben wurde. Sie wurde in dem sog. «Bächtelengraben bei Ryburg» an der Stelle, wo die Spuren der Burg liegen, gefunden. Vergleichbare Stücke datieren in die spätrömische Zeit bzw. Spätantike oder auch in das Früh- und Spätmittelalter. Die älteste Beschreibung der Situation auf dem Bürkli stammt von Ferdinand Keller, der 1871 die «Warte bei Ryburg» beschrieb. 1902 kamen bei Forstarbeiten Mauerreste und zahlreiche Leistenziegel zum Vorschein.
1919 führten Karl Stehlin und Josef Villiger systematische Untersuchungen auf dem Gebiet durch und im Herbst 1941 fanden Grabungen unter der Leitung von Alfred Senti statt. Diese dauerten etwa zwei Monate und wurden von der Fricktalisch-Badischen Vereinigung für Heimatforschung, der Gemeinde Möhlin und der Schuhfabrik Bata finanziert. 1966 setzte sich E. Gersbach eingehend mit der archäologischen Situation auf dem Bürkli auseinander. 1975 fanden Sanierungen mit grösseren Bodeneingriffen sowie Rück- bzw. Neubau einzelner Mauern auf dem Gebiet statt.
2007 stellte die Kantonsarchäologie Aargau wesentliche Veränderungen des Terrains im Bereich des Bürklis fest und führte dies auf den Bau einer Abwasser-Entlastungsleitung zurück. Im März 2007 fand die Behebung der zuvor festgestellten Terrainveränderungen unter Aufsicht der Kantonsarchäologie Aargau statt. Durch die Entfernung des eingeschwemmten Erdreichs im Bereich der Gräben, die Behebung der Schadstellen an den Wällen sowie das Einbringen von Mergel im Bereich des Zugangs zur Toranlage kamen einige Ziegel-Fragmente zum Vorschein. Zudem wurden auch neue Teile des Wall-Graben-Systems entdeckt. Im gleichen Jahr wurde auch eine Informationstafel aufgestellt, auf der P. Frey den Kenntnisstand zum Bürkli darstellt.
Unter der Leitung von Tobias Lander dokumentierten, reinigten und analysierten Studierende der Universität Basel im Jahr 2014 das Bürkli-Areal. Im Rahmen der Feldarbeiten wurden auch LiDAR- sowie Drohnenaufnahmen zur Dokumentation angefertigt.

## Sage
In alten Erzählungen wurde im Gebiet des Bürkli immer wieder ein Geist in Menschengestalt gesichtet. Dieser in Fell gekleidete Naturgeist wachte über die Menschen, welche am Rhein ihren zum Teil gefährlichen Arbeiten als Fischer oder Flösser nachgingen. Als Gegenleistung mussten sie ihm versprechen, ihn jedes Jahr ins Dorf zu holen, damit er für 20 Tage unter den Lebenden sein konnte.
Die Fasnachtszunft Ryburg hat sich dieser Sage angenommen. Seit den 1950er Jahren ist der «Bürkligeist» fester Bestandteil der Möhliner Fasnachtstradition. Getreu der Sage wird er während der Fasnacht lebendig und darf an den Feierlichkeiten teilnehmen. Danach wird er von Tambouren wieder zurück ans Bürkli begleitet, wo er bis zur nächsten Fasnacht ausharren muss.